# Moudon
Moudon (/mudɔ̃/, toponimo francese; in tedesco Milden, desueto) è un comune svizzero di 6 114 abitanti del Canton Vaud, nel distretto della Broye-Vully.

## Storia
Già capoluogo della baronia del Vaud (XIII-XVI secolo), fino al 2008 è stato capoluogo del distretto di Moudon.

## Monumenti e luoghi d'interesse

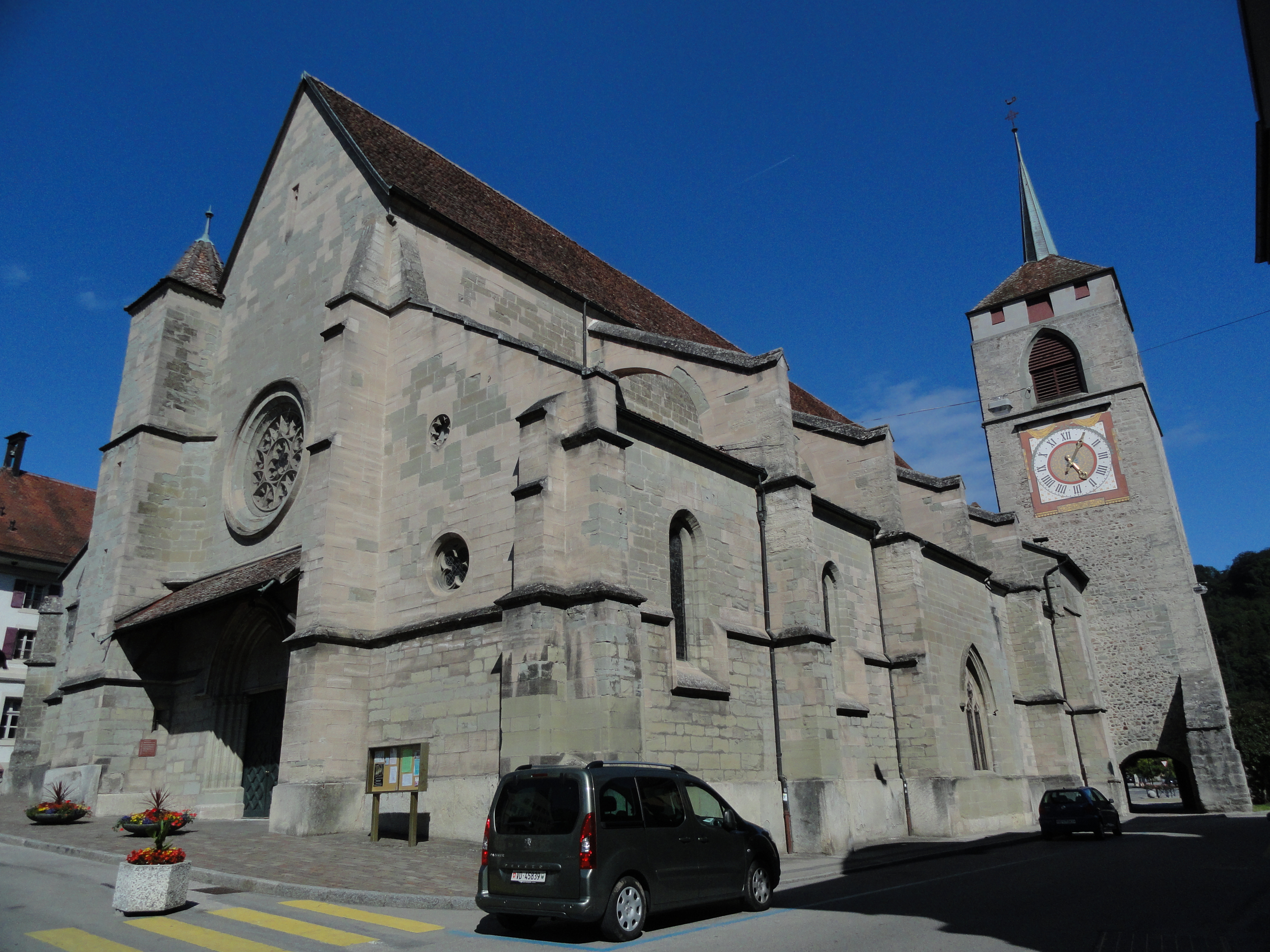
La chiesa di Santo Stefano

- Chiesa riformata di Santo Stefano, ricostruita nel XIII-XIV secolo[1].
- Castello di Moudon

## Società

### Evoluzione demografica
L'evoluzione demografica è riportata nella seguente tabella:
Abitanti censiti

## Amministrazione
Ogni famiglia originaria del luogo fa parte del cosiddetto comune patriziale e ha la responsabilità della manutenzione di ogni bene ricadente all'interno dei confini del comune.

## Infrastrutture e trasporti
Moudon è servito dall'omonima stazione, sulla ferrovia Palézieux-Lyss.